# Herbert Lessig
Herbert Lessig (* 5. Juli 1902 in Dresden; † 18. August 1966 in London) war ein deutscher politischer Funktionär (KPD).

## Leben und Tätigkeit
Lessig wuchs in Leipzig auf, bevor seine Familie 1911 nach Berlin übersiedelte. Nach dem Schulbesuch erlernte er den Beruf des Buchdruckers. Seit 1919 gehörte er der Gewerkschaft an.
In den 1920er Jahren begann Lessig sich politisch zu betätigen: 1925 wurde er Mitglied der Roten Hilfe und 1929 der Kommunistischen Partei Deutschlands (KPD). Er arbeitete als Buchdrucker in der City-Druckerei der KPD-Zeitung Die Rote Fahne.
1931 wurde Lessig von Ernst Schneller für den antimilitaristischen Apparat der KPD angeworben. Ende 1932 wurde er nach Moskau geschickt, wo er die M-Schule der Komintern besuchte. Seinen dortigen Kurs brach er aufgrund der politischen Entwicklung in Deutschland vorzeitig ab und kehrte nach Berlin zurück, wo er Aufgaben als Instrukteur in den Berliner Unterbezirken Schöneberg, Wilmersdorf und Charlottenburg übernahm. Während dieser Zeit hatte er Kontakt zu Walter Ulbricht und August Creutzburg.
1933 (?) wurde Lessig wegen seiner Beteiligung an einer Schießerei in der Schleiermacherstraße verhaftet, kam aber nach wenigen Tagen wieder auf freien Fuß. Ein gegen ihn eingeleitetes Verfahren wurde eingestellt. Er verschwieg diese Episode in späteren Jahren, um nicht von der Betätigung im AM-Apparat ausgeschlossen zu werden.
Ende 1934 erhielt Lessig die Anweisung des Zentralkomitees, die politische Arbeit in Berlin zu beenden und nach Prag zu reisen. Hier wurde ihm unter dem Decknamen "Bert" die Leitung der Abwehrabteilung der Exil-KPD übertragen, bevor man ihn im August 1935 mit der Leitung der gesamten Kaderabteilung der tschechischen Emigrantenorganisation betraute.
Im Januar 1936 wurde Lessig stellvertretender Leiter des nun von Hermann Nuding geführten Abwehrapparates. In dieser Stellung beschaffte er u. a. die Anklageschrift gegen Ernst Thälmann und organisierte die Flucht von Thälmanns Anwalt Friedrich Roetter ins Ausland.
Nach einer Denunziation als Gestapoagent wurde er im September 1937 zur Berichterstattung nach Paris bestellt und gegen den Einspruch von Nuding durch das Pariser Auslandssekretariat der KPD (Paul Bertz, Franz Dahlem und Paul Merker) 1938 aus der KPD ausgeschlossen. Nach Selbstangaben Lessigs wurde die Information ihm Anfang 1938 von Walter Ulbricht ohne nähere Begründung übermittelt.
Durch Vermittlung von Konrad Reissner, dem Sekretär der Liga für Menschenrechte in Paris, erhielt Lessig Unterkunft und Verpflegung im jüdischen Asyl für Obdachlose.
Zu Beginn des Zweiten Weltkriegs wurde Lessig als deutscher Staatsbürger in Frankreich interniert. Es gelang ihm jedoch im Juni 1940 nach Casablanca zu entkommen. Bis 1943 war er dort in verschiedenen Lagern interniert, bevor er auf Vermittlung der Quäker entlassen wurde. Er meldete sich daraufhin zur englischen Armee, der er bis 1947 angehörte.
Danach lebte er in London, wo er sich als Buchdrucker betätigte. In den 1950er und 1960er Jahren bemühte er sich um eine Anerkennung als NS-Verfolgter durch den Senat von West-Berlin.